# سرو زوبین هدک
سرو زوبین هدک یا نوش هدک با نام محلی سَور یک درخت سرو در روستای هدک، شهرستان بردسکن است که بیش از ۸۰۰ سال سن دارد و در تاریخ ۷ تیر ۱۳۹۹ با شمارهٔ ثبت ۷۴۰ به‌عنوان یکی از آثار میراث طبیعی ایران به ثبت رسیده است.